# Стів Мокко
Стівен «Стів» Мокко (англ. Steven «Steve» Mocco; нар. 28 грудня 1981, Норт-Берген, Гудзон, Нью-Джерсі) — американський борець вільного стилю та боєць змішаного стилю, разовий срібний та разовий бронзовий призер чемпіонатів світу, разовий срібний та разовий бронзовий призер Панамериканських чемпіонатів, разовий срібний та разовий бронзовий призер Панамериканських ігор, разовий срібний та разовий бронзовий призер Кубків світу, учасник Олімпійських ігор.

## Життєпис
Будучи студентом другого курсу, змагаючись за Університет Айови, Мокко виграв свій перший університетський національний титул. Пізніше він отримав ще один титул NCAA, виступаючи за Університет штату Оклахома. Мокко здобув 3 панамериканські титули та потрапив до олімпійської збірної США на іграх у Пекіні.
Виступав за Ньюйоркський атлетичний клуб. Тренер — Террі Брендс.
Стіва залучили до команди American Top Team, щоб стати тренером з боротьби, щоб допомогти Антоніо Сільві підготуватися до його бою на UFC 146 проти Кейна Веласкеса. Мокко продовжив тренуватися сам, але після того, як він не зміг виграти національні випробування для участі в Олімпіаді 2012 року в Лондоні, він залишився в American Top Team і перейшов у світ бойових мистецтв.
У 2014 році було оголошено, що Стів підписав контракт на чотири бої з World Series of fighting. Його перший бій був проти Смеаліньо Рами на WSOF Canada 1, де він зазнав поразки одноголосним рішенням суддів. Потім він зустрівся з Жуліано Коутінью на WSOF 20 у квітні 2015 року, і він виграв цей бій технічним нокаутом у першому раунді. Всього в MMA з 2012 д 2015 року провів шість поєдинків, у п'яти з яких здобув перемоги та зазнав однієї поразки.
Після завешення спортивної кар'єри працює тренером з боротьби в American Top Team, а також є засновником Академії боротьби Мокко, де він навчає молодих і студентських борців. Крім того, він є помічником тренера в Ліхайському університеті.
У 2019 році Стів Мокко включений до Національної зали слави боротьби.

## Спортивні результати на міжнародних змаганнях

### Виступи на Олімпіадах
| Змагання                    | Збірна | Вагова категорія           | Місце |
| --------------------------- | ------ | -------------------------- | ----- |
| Літні Олімпійські ігри 2008 | США    | вільна боротьба, до 120 кг | 6     |

### Виступи на Панамериканських чемпіонатах
| Змагання                                   | Збірна | Вагова категорія           | Місце  |
| ------------------------------------------ | ------ | -------------------------- | ------ |
| Панамериканський чемпіонат з боротьби 2006 | США    | вільна боротьба, до 120 кг | Золото |
| Панамериканський чемпіонат з боротьби 2009 | США    | вільна боротьба, до 120 кг | Золото |
| Панамериканський чемпіонат з боротьби 2011 | США    | вільна боротьба, до 120 кг | Золото |

### Виступи на інших змаганнях
| Змагання                                     | Збірна | Вагова категорія           | Місце  |
| -------------------------------------------- | ------ | -------------------------- | ------ |
| Абсолютний чемпіонат FILA 2003               | США    | вільна боротьба, до 120 кг | Срібло |
| Міжнародний меморіал Дейва Шульца 2004       | США    | вільна боротьба, до 120 кг | Золото |
| Міжнародний меморіал Дейва Шульца 2007       | США    | вільна боротьба, до 120 кг | Срібло |
| Міжнародний меморіал Дейва Шульца 2008       | США    | вільна боротьба, до 120 кг | Золото |
| Гран-прі «Іван Яригін» 2009                  | США    | вільна боротьба, до 120 кг | Золото |
| Міжнародний меморіал Дейва Шульца 2011       | США    | вільна боротьба, до 120 кг | Золото |
| Тестовий турнір FILA 2011                    | США    | вільна боротьба, до 120 кг | 6      |
| Турнір Яшара Догу 2012                       | США    | вільна боротьба, до 120 кг | 14     |
| Київський Міжнародний турнір з боротьби 2012 | США    | вільна боротьба, до 120 кг | 14     |

### Виступи на змаганнях молодших вікових груп
| Змагання                                      | Збірна | Вагова категорія           | Місце |
| --------------------------------------------- | ------ | -------------------------- | ----- |
| Чемпіонат світу з боротьби серед юніорів 2001 | США    | вільна боротьба, до 130 кг | 4     |